# Desmognathus apalachicolae
La salamandra oscura de Apalachicola ( Desmognathus apalachicolae ) es una especie de salamandra de la familia Plethodontidae . Está amenazado por la pérdida de hábitat .

## Distribución
La especie es endémica de Alabama, Florida y Georgia, en el sureste de los Estados Unidos. Su hábitat natural son los bosques templados, los ríos intermitentes y los manantiales de agua dulce.